# Sorbmegáisá
Der Sorbmegáisá (samisch für „Der lebensgefährliche Berg“) ist ein 1288 Meter hoher Berg in der nordnorwegischen Kommune Nordreisa. Er liegt im Dreieck der Ortschaften Storslett in Nordreisa sowie Djupvik und Olderdalen in der Kommune Kåfjord.
Bei einem Lawinenunglück am 19. März 2012 kamen am Sorbmegáisá vier Schweizer und ein Franzose ums Leben.